# Um português aos portugueses
Um português aos portugueses  foi publicado em Lisboa, no ano de 1810, pela Impressão Régia, com um total de 7 páginas. Pertence à rede de Bibliotecas municipais de Lisboa e é considerado uma "raridade bibliográfica".